# IC 2211
IC 2211 ist eine Spiralgalaxie vom Hubble-Typ Sa mit aktivem Galaxienkern im Sternbild Zwillinge auf der Ekliptik. Sie ist schätzungsweise 238 Millionen Lichtjahre von der Milchstraße entfernt und hat einen Durchmesser von etwa 55.000 Lichtjahren. Vermutlich bildet sie gemeinsam mit PGC 93041 ein gravitativ gebundenes Galaxienpaar.

Im selben Himmelsareal befinden sich u. a. die Galaxien IC 2212 und IC 2214.
Das Objekt wurde am 11. Februar 1898 von Stéphane Javelle entdeckt.